# Chaeyeon
Lee Chae-yeon, anche nota semplicemente come Chaeyeon (이채연?; Yongin, 11 gennaio 2000), è una cantautrice e ballerina sudcoreana. Ex membro delle Iz*One, gruppo-progetto formato dalle vincitrici del talent show Produce 48, ha debuttato come solista dopo lo scioglimento del gruppo con l'EP Hush Rush il 12 ottobre 2022.

## Discografia

### Da solista

#### EP
- 2022 – Hush Rush
- 2023 – Over the Moon

#### Album-singolo
- 2023 – The Move: Street

### Con le Iz*One
- 2020 – Bloom*Iz
- 2020 – Twelve

## Videografia
- 2022 – Hush Rush
- 2023 – Knock
- 2023 – Let's Dance

## Filmografia

### Serie televisive
- Bread, Love and Dreams (2010) – comparsa

### Programmi televisivi
- K-pop Star 3 (2013–2014) – concorrente
- Sixteen (2015) – concorrente
- Produce 48 (2018) – concorrente
- Street Woman Fighter (2021) – concorrente
- The Travelog (2022) – cast
- Queendom Puzzle (2023) – concorrente